# لوحة التحكم (برمجيات)

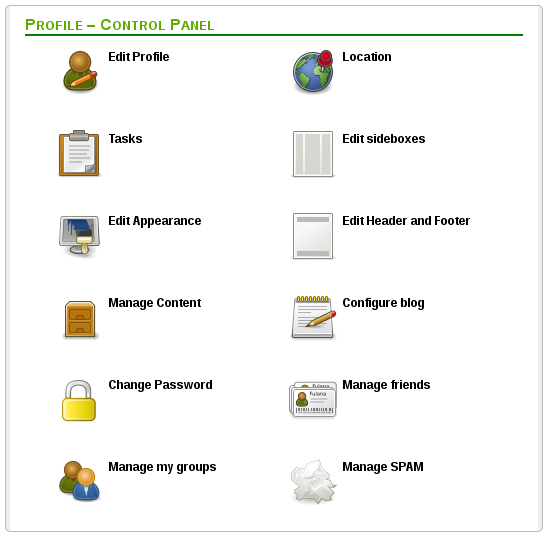

لوحة التحكم  تستخدمها العديد من واجهات مستخدم الحاسوب استعارة لوحة التحكم لتمنح المستخدم التحكم في ميزات البرامج والأجهزة.
تتكون لوحة التحكم العديد من الإعدادات.

## انظر ايضاً
- لوحة التحكم